# 费迪南德·金斯利
费迪南德·金斯利（英語：Ferdinand Kingsley，1988年—）是一位英格兰电视和舞台演员、音樂家。
金斯利的父亲是本·金斯利，母亲是Alison Sutcliffe。他在市政廳音樂及戲劇學院学校学习表演。
金斯利是一名电子音乐制作人和音乐家，使用名字FK。